# Луис Бараган
Луис Рамиро Бараган Морфин (на испански: Luis Ramiro Barragán Morfín) е мексикански архитект, инженер и урбанист. Неговата работа е повлияла върху много съвременни архитекти. Домът и студиото му са често посещавани от чуждестранни студенти и преподаватели по архитектура.

## Биография
Роден е на 9 март 1902 г. в Гуадалахара в заможно консервативно семейство с общо девет деца. Получава инженерно образование в Escuela Libre de Ingenieros в родния си град през 1923 г. След дипломирането си пътува из Испания и Франция. Във Франция се запознава с трудовете на Фердинанд Бак, германско-френски дизайнер и художник, когото Бараган ще цитира през целия си живот. През 1931 г. отново заминава за Франция с дълга междинна спирка в Ню Йорк. По време на това пътуване той се среща с мексиканския художник стенописец Хосе Клементе Ороско, с различни редактори на списания за архитектура и с дизайнера и теоретик на архитектурата Фредерик Кислер. Във Франция посещава за кратко лекциите на Льо Корбюзие, а също и градините, проектирани от Фердинанд Бак. Проявява интерес към архитектурата на Мароко.
Практикува архитектура в Гуадалахара от 1927 до 1936 г., а след това в Мексико сити.
Проектите му в Гуадалахара включват над дузина частни домове в района на Colonia Americana, днес в близост до центъра на милионния град. Тези домове, на пешеходно разстояние един от друг, са най-ранните жилищни проекти на Бараган. Една от първите му сгради, „Casa de G. Cristo“, е реновирана и в нея се помещава седалището на Гилдията на архитектите.
Дълги години страда от болестта паркинсон. Умира на 22 ноември 1988 г. в Мексико сити.

## Творчество
Бараган посещава Льо Корбюзие и е повлиян от европейския модернизъм. Сградите му, проектирани след завръщането от Европа, съдържат типичните изчистени линии на модернистичното движение. Въпреки това, според Андрес Касиас (работил с Бараган), той в крайна сметка е напълно убеден, че сградата не трябва да бъде „машина за живеене“. Противопоставяйки се на функционализма, Бараган е привърженик на една „емоционална архитектура“ и твърди, че „всяко произведение на архитектурата, което не изразява просветленост и успокоение, е грешка“. Бараган винаги използва сурови материали като камък или дърво. Той ги съчетава с оригинално и драматично използване на светлината, както естествена, така и изкуствена; предпочитанията му към скритите източници на светлина придават на интериорите му особено изтънчена и лирична атмосфера.
Прочута негова фраза: „Не мога да разделя архитектурата, ландшафтния дизайн и паркостроенето, за мен те са едно цяло.“
Бараган е отдаден католик и творчеството му понякога е определяно като „мистическо“. В интервю за журналистката Елена Понятовска казва, че обича да чете Марсел Пруст и да слуша класическа музика. Твърди, че сянката е „основна човешка необходимост“.
Работата на Луис Бараган често (и погрешно) е цитирана във връзка с т.нар. минималистка архитектура. Джон Поусън в книгата си Минималното, включва изображения на някои от проектите на Бараган.
Доказано е със сигурност, че Луис Кан провежда неофициални консултации с Бараган за пространството между сградите на Института Солк в Ла Хоя, Калифорния. Според документите оригиналната идея на Кан е да се постави градина между сградите; Бараган го убеждава, че открито пространство, само с ивица от вода по средата, ще отрази по-добре духа на мястото.
Бараган е критикуван, че архитектурата му е недемократична. Той използва светлината и водата, но неговите фонтани и басейни са винаги във вътрешни дворове. Прекарва неделите в конна база, така че когато се случвало някой да го обвини, че проектира къщи само за богати хора, обичал да отговаря: „И за коне.“
Вярва, че основна задача на архитектите е „да превръщат къщите в градини и градините в домове“.
Типично за неговите домове е ниски, тъмни коридори да се отварят в ослепително светли помещения с високи тавани като в църква. Плановете се разкриват постепенно пред посетителя. Това той нарича „архитектурен стриптийз“.

## По-значими проекти
Всички значими сгради, проектирани от Луис Бараган, са разположени на територията на Мексико.
- „Casa de G. Cristo“, Гуадалахара (1929)
- „Jardín de recreo infantil“, Гуадалахара (1929)
- „Las Arboledas“ (вкл. Fuente de Los Amantes), северно от Мексико сити (1955 – 1961)
- Дом и студио „Луис Бараган“, Мексико сити (1947–48)[7]
- „Jardines del Pedregal“, Мексико сити (1945–53)
- „Tlalpan Chapel“, Tlalpan, Мексико сити (1954–60)
- „Casa Gálvez“, Мексико сити (1955)
- „Jardines del Bosque“, Гуадалахара (1955–58)
- „Torres de Satélite“, Мексико сити (1957–58)
- „Cuadra San Cristóbal“, Los Clubes, Мексико сити (1966–68)
- „Casa Gilardi“, Мексико сити (1975–77)
- „Cuernavaca Racquet Club“, Куернавака, Морелос (1976-1980)
- „Faro del Comercio“, Монтерей (1984)

- „Изворът на влюбените“, северно от Мексико сити (1955 – 1961)
- „Torres de Satélite“, Мексико сити (1957–58)
- „Torres de Satélite“, Мексико сити (1957–58)
- Басейн на „Casa Gilardi“ (1975–1977)
- Интериор в „Casa Gilardi“ (1975–1977)
- Монумент „Faro del Comercio“ в Монтерей (1983–1984)

### Музей „Дом и студио Луис Бараган“
Домът и работното студио на Бараган в Мексико сити днес са музей, чието посещение става след предварително записване. Сградата е проектирана от него през 1948 г. В нея живее до смъртта си. Днес тя се стопанисва от Фондация „Бараган“ и е част от световното културно и природно наследство на ЮНЕСКО през 2004 г.

## Признание и награди
- 1980 – награда „Прицкер“
- 1984 – Почетен член на Американската академия на изкуствата и литературата (на английски: American Academy of Arts and Letters)
- 1984 – Почетен доктор на Университета на Гуадалахара (на испански: Universidad de Guadalajara)

## За него
- Emilio Ambasz, Architecture of Luis Barragan, Museum of Modern Art, 1976, 128 p.
- Jose Maria Buendia Julbez, Juan Palomar, The Life and Work of Luis Barragán, Rizzoli, 1997, 248 p.
- Danièle Pauly, Jérôme Habersetzer, Barragan: l'espace et l'ombre, le mur et la couleur, Bâle, Birkhäuser, 2002, 232 p.
- Raúl Rispa, ред. (с предговор на Alvaro Siza, фотографии Mariana Yampolsky), Barragán: The Complete Works, New York, Princeton Architectural Press, 2003, 232 p.
- Stephen Silverman, The Architecture of Luis Barragan, Blurb, 2013, 62 p.